# Pere Horrach

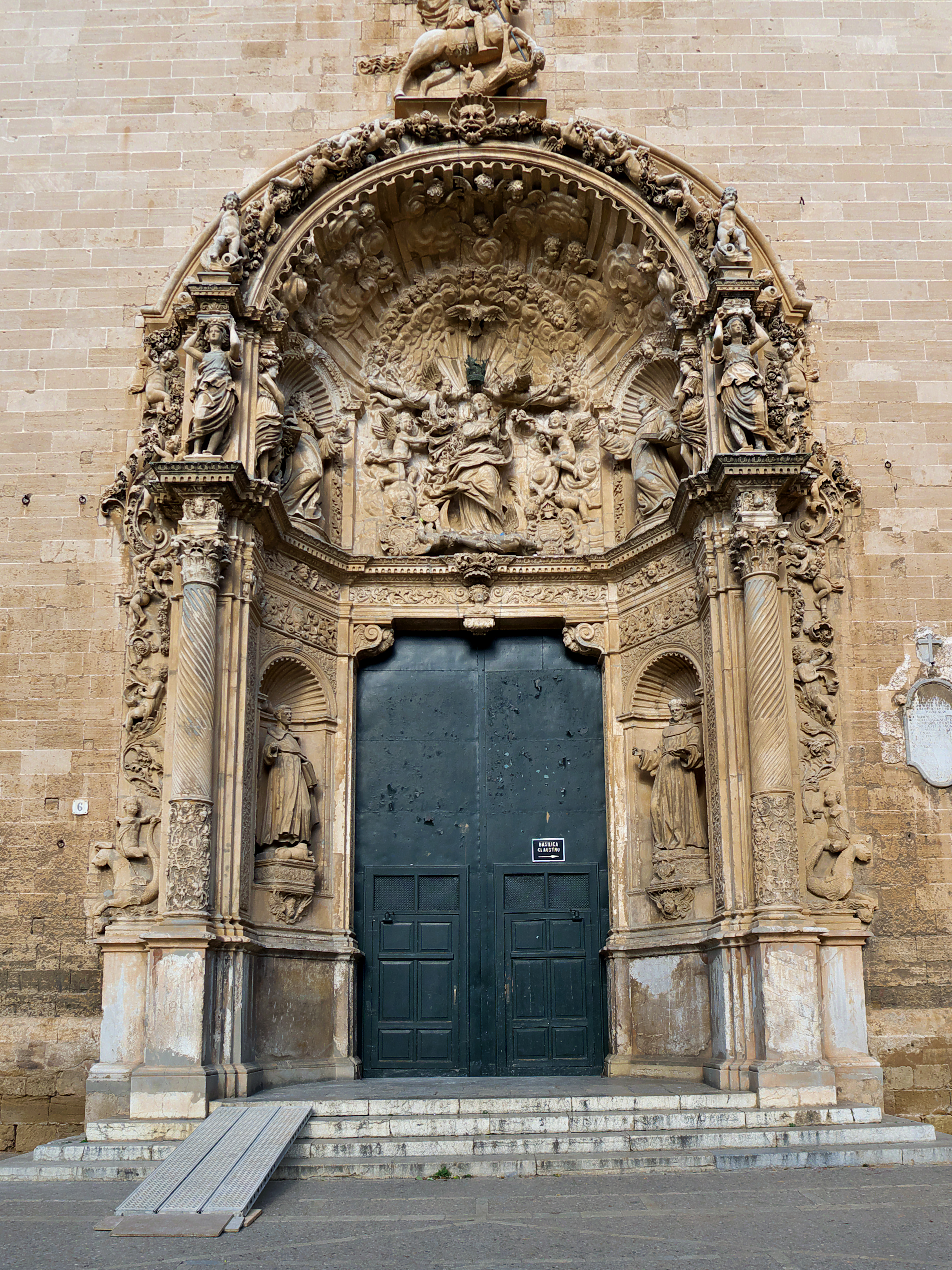
Portada principal de l'església de Sant Francesc de la Ciutat de Mallorca

Pere Horrac (Mallorca, s. XVII), escultor.
Va fer el fris de la portada de l'església de Sant Francesc, a la Ciutat de Mallorca, amb les escultures de Sant Domènec i Sant Francesc, d'una factura rígida i manierista (devers el 1630). Horrac sembla que va tenir al seu càrrec la primera fase de l'obra, continuada després pel navarrès Francesc Herrera, donant forma a una de les façanes importants (amb la de Montision) del barroc mallorquí. En el claustre del Convent de Sant Francesc hi obrà (1635-38) el brocal de la cisterna.